# Chen Zude
Chen Zude (chinesisch 陳祖德 / 陈祖德, Pinyin Chén Zǔdé, W.-G. Ch’en Tsute; * 19. Februar 1944 in Shanghai, Republik China; † 1. November 2012 in Peking, Volksrepublik China) war ein chinesischer professioneller Go-Spieler (chinesisch Weiqi) und -Funktionär.
1980 wurde bei ihm erstmals Krebs diagnostiziert.

## Go Karriere
Chen Zude war Schüler von Gu Shuiru und Liu Dihuai. Er war einer der am meisten ausgezeichneten Weiqispieler Chinas. Er gilt als Begründer der chinesischen Eröffnung. Er gewann 1964, 1966 und 1974 den chinesischen National-Go-Individual-Wettbewerb. 1982 wurde er als erster chinesischer Go-Spieler der modernen Zeit professioneller Go-Spieler und hatte seit 1982 den 9. Dan inne. Er gewann drei Mal (1964, 1966 und 1974) die nationale chinesische Go-Meisterschaft.

## Sportadministration
Von 1992 bis 2003 war er Präsident der Zhongguo Qiyuan, der nationalen chinesischen Organisation für Brett- und Kartenspiele und von 1988 bis 2006 auch der Chinese Weiqi Association.

## Veröffentlichungen
- Striving for Excellence 2000, ISBN 978-0-9700910-0-0